# Хет парол
Хет парол (хол. Het Parool — „лозинка”, „мото”/„парола”) дневне су новине са седиштем у Амстердаму. Прву пут су издате 11. августа 1941. као новине Холандског отпора током немачке окупације Холандије (1940—1945). Оне су први медиј који је извештавао о Ани Франк, извештајем „Киндерстем“ (хол. Kinderstem — дечји глас) из 3. априла 1946.

## Други светски рат
Новине су наследник истоименог билтена који је почео са издавањем маја 1940. Упркос томе што су током Другог светског рата новине проглашене незаконитим и притиврежимским, 1944. им је тираж био 100.000. Велики број новинара и уредника новина је хапшено и убијано. Пример је новинар Нуњез Ваз, кога је Гестапо ухапсио 25. октобра 1942. и послао у сабирни логор Собибор.